# 東閣圍

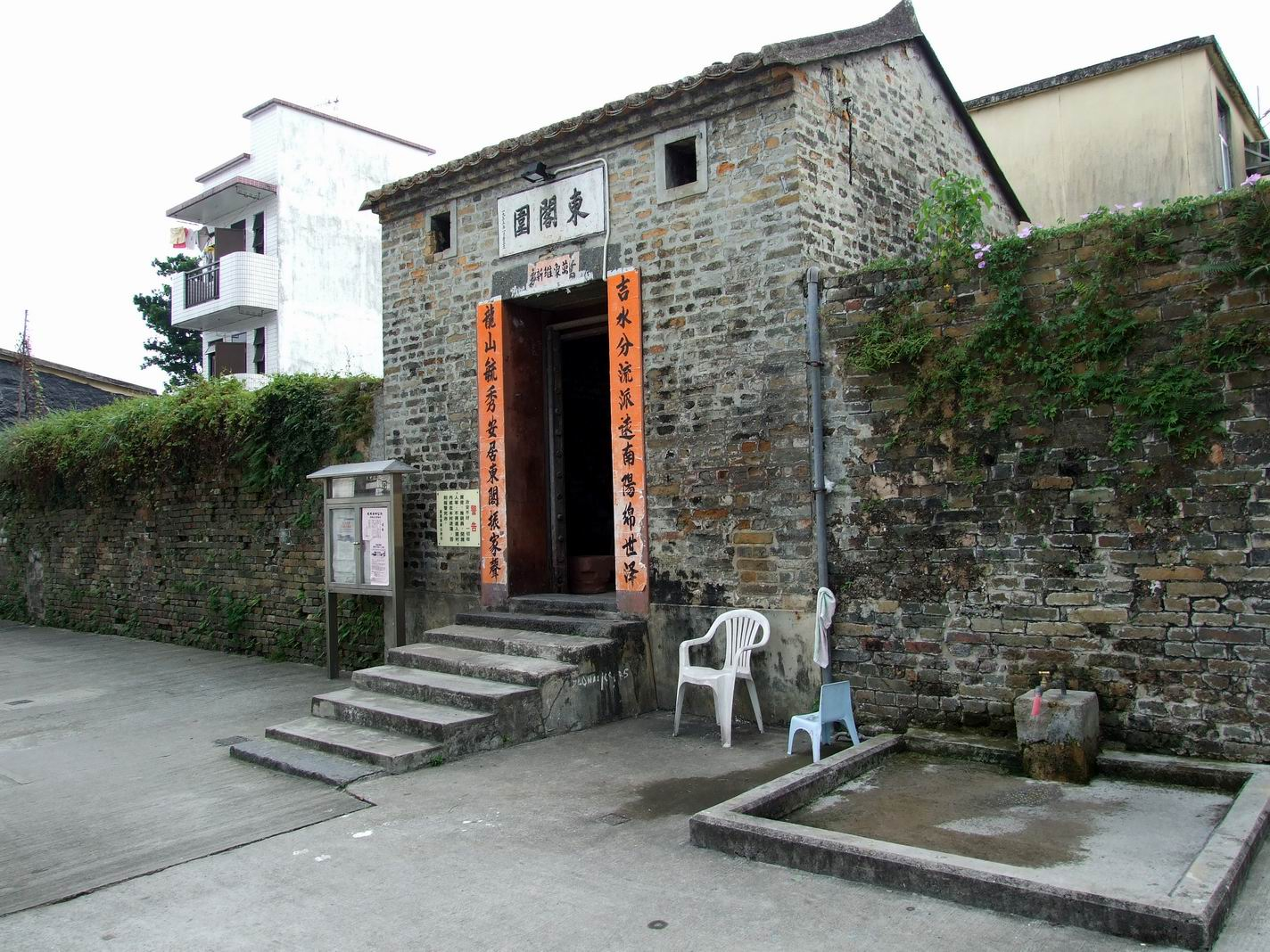
東閣圍

東閣圍位於香港新界粉嶺龍躍頭，因位處龍躍頭東面，因而得名，是龍躍頭鄧族聚居的圍村，為龍躍頭「五圍六村」之一。

## 歷史
龍躍頭鄧族由錦田鄧族分支而來，東閣圍建於明初，為鄧氏十三世祖鄧龍崗（1363－1421年）所建，約有五百多年的歷史。

## 結構
東閣圍建於加高地基上，使圍內房舍免受水浸的威脅，房舍布局主要為四排面向西北。圍村圍牆四角均建有高樓，原本有護城河環繞。圍村的門樓於1953年重建，圍門對聯「吉水分流派遠　南陽綿世澤　龍山毓季安居　東閣掁家聲」。門樓內放有四座紅粉石柱礎及兩塊方形的大麻石，相傳是同期一間廟宇的遺物。

## 外部連結
- 古物古蹟辦事處：東閣圍